# Rolly Goldring
Pour les articles homonymes, voir Goldring.
Rollit James « Rolly » Goldring, né le 14 avril 1937, à Whitchurch-Stouffville, en Ontario, est un ancien joueur canadien de basket-ball.